# 京西国际学校
北京京西国际学校（英文：Western Academy of Beijing），简称WAB，1994年建立。 京西国际学校采用国际文凭组织课程体系，其中分为三部分，小学项目（PYP）、中学项目（MYP）和大学预科项目。学校提供从幼儿园到12年级的教育。学校可分成4部分，幼儿园，小学，中学，和高中。幼儿园，小学和初中，各年级都有5个班。高中每个年级有六个班。小学的年级是从学前班到五年级。初中是六年级到八年级。高中则是九年级到十二年级。

## 周邊
- 長島瀾橋/Lane Bridge Villa